# Glos-sur-Risle
Glos-sur-Risle ist eine französische Gemeinde mit 598 Einwohnern (Stand 1. Januar 2022) im Département Eure in der Region Normandie (vor 2016 Haute-Normandie). Sie gehört zum Arrondissement Bernay und zum Kanton Pont-Audemer. Die Einwohner werden Glosiens genannt.

## Geografie
Glos-sur-Risle liegt etwa 43 Kilometer südwestlich von Rouen im Roumois am Risle, der die Gemeinde im Westen begrenzt. Umgeben wird Glos-sur-Risle von den Nachbargemeinden Montfort-sur-Risle im Norden, Écaquelon im Nordosten und Osten, Thierville im Südosten, Pont-Authou im Südosten und Süden, Freneuse-sur-Risle im Südwesten sowie Saint-Philbert-sur-Risle im Westen und Nordwesten.

## Bevölkerungsentwicklung
| Jahr                       | 1962 | 1968 | 1975 | 1982 | 1990 | 1999 | 2006 | 2019 |
| Einwohner                  | 416  | 413  | 413  | 404  | 442  | 415  | 427  | 604  |
| Quellen: Cassini und INSEE |      |      |      |      |      |      |      |      |

## Sehenswürdigkeiten
- Kirche Saint-Vincent aus dem 11./12. Jahrhundert
- Herrenhaus Les Prés de Glos aus dem 13. Jahrhundert
- Schloss La Forge aus dem 18. Jahrhundert

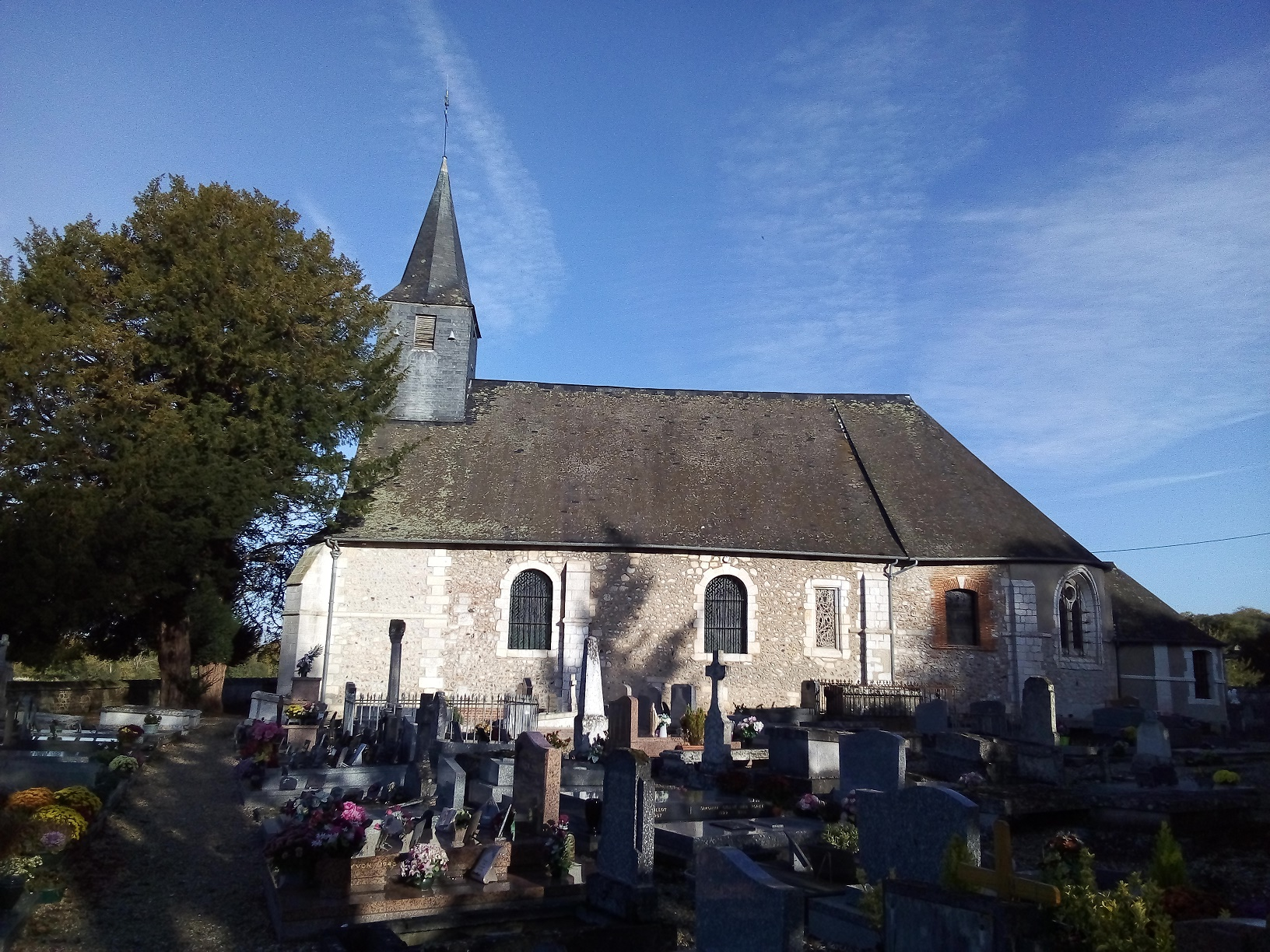
Kirche Saint-Vincent
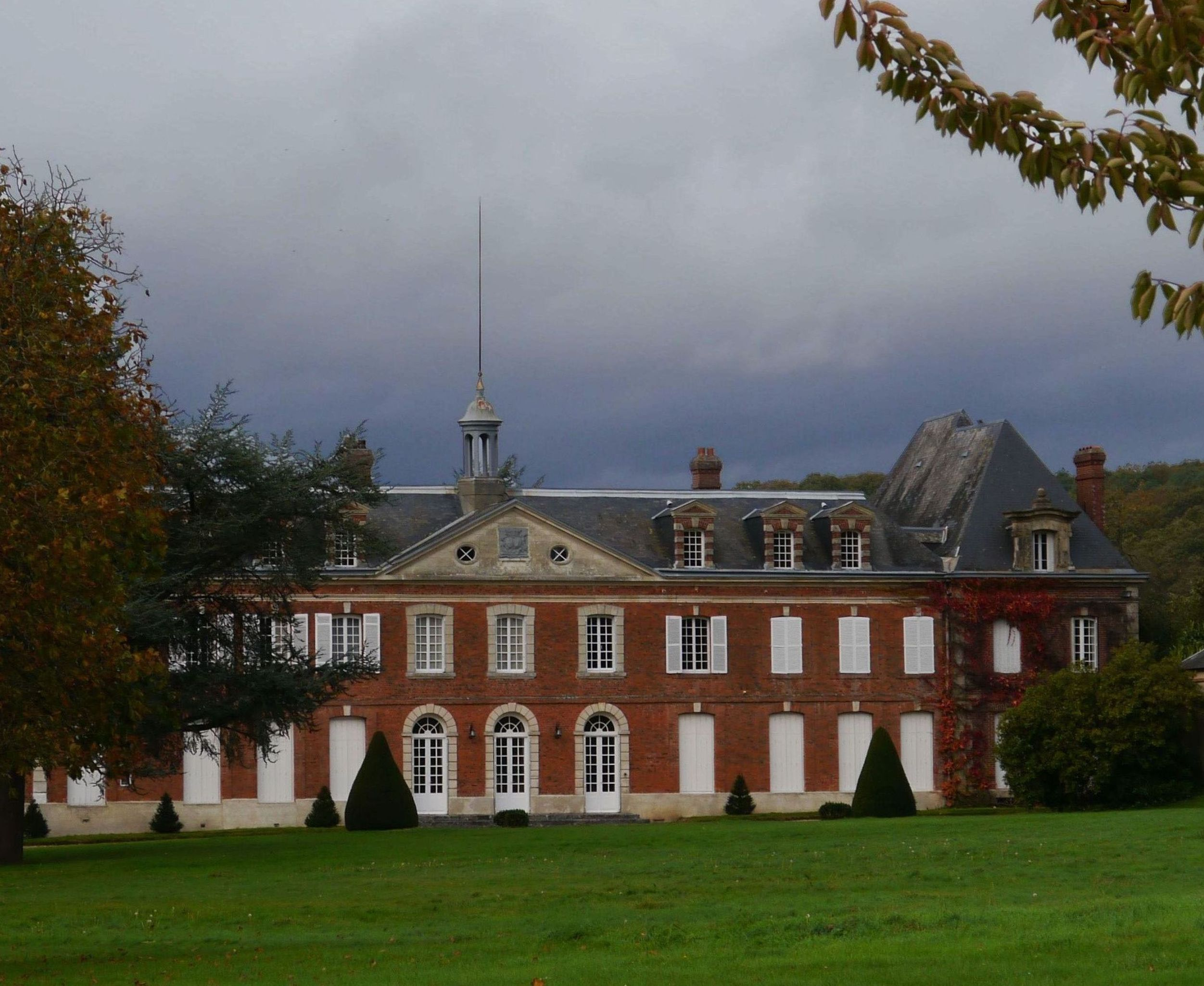
Herrenhaus